# Liste der Stolpersteine in Oberharz am Brocken
Die Liste der Stolpersteine in Oberharz am Brocken enthält alle Stolpersteine, die im Rahmen des gleichnamigen Kunst-Projekts von Gunter Demnig in Oberharz am Brocken verlegt wurden. Mit ihnen soll den Opfern des Nationalsozialismus gedacht werden, die in der Gemeinde lebten und wirkten. Bei der bislang einzigen Verlegung wurde am 26. Mai 2017 im Ortsteil Stadt Benneckenstein (Harz) ein Stein an einer Adresse verlegt.

## Liste der Stolpersteine
| Adresse                        | Datum der Verlegung | Person | Inschrift                                                                             | Bild                                                          | Bild des Hauses                     |
| ------------------------------ | ------------------- | --- | ------------------------------------------------------------------------------------- | ------------------------------------------------------------- | ----------------------------------- |
| Oberstadt 6 (Benneckenstein) · | 26. Mai 2017        | Artur Asch (1863–1936) Artur Asch lebte in Benneckenstein und praktizierte als Arzt im Krankenhaus von Elbingerode (Harz). Er war verheiratet mit Elisabeth Asch und hatte mit ihr eine Tochter namens Marie-Luise. Nach der „Machtergreifung“ der Nationalsozialisten hatte er unter Repressalien zu leiden, deren genaues Ausmaß aber nicht bekannt ist. Ab 16. Februar 1936 nahm er sich selbst das Leben. Über das Schicksal seiner Frau und seiner Tochter ist nichts bekannt. | Hier wohnte Dr. Artur Asch Jg. 1863 Gedemütigt/Entrechtet Flucht in den Tod 16.2.1936 | Stolperstein für Dr. Artur Asch (Oberstadt 6), Benneckenstein | Wohnhaus berstadt 6, Benneckenstein |